# Ludwig Beck am Rathauseck

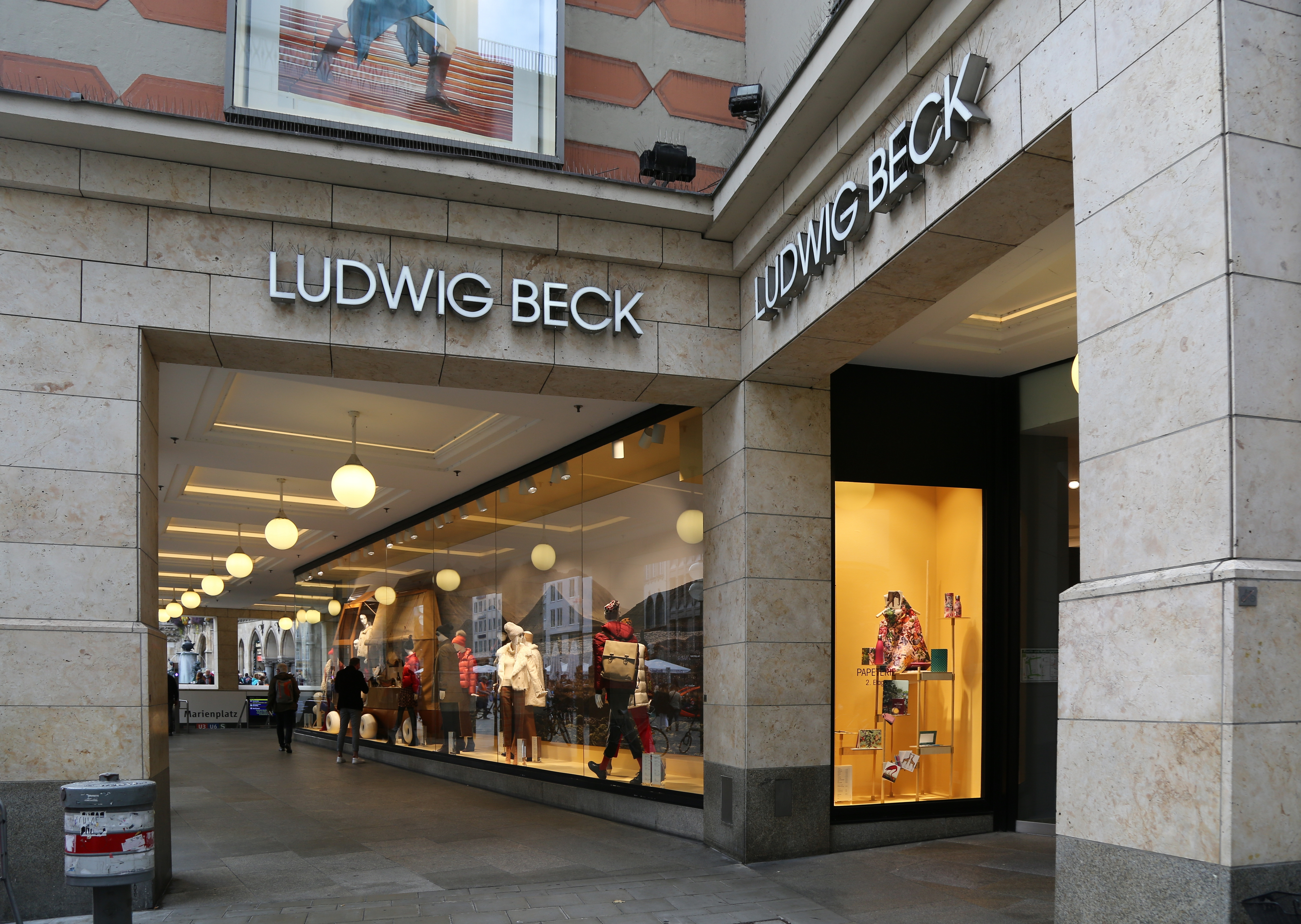
Arcades en etalages

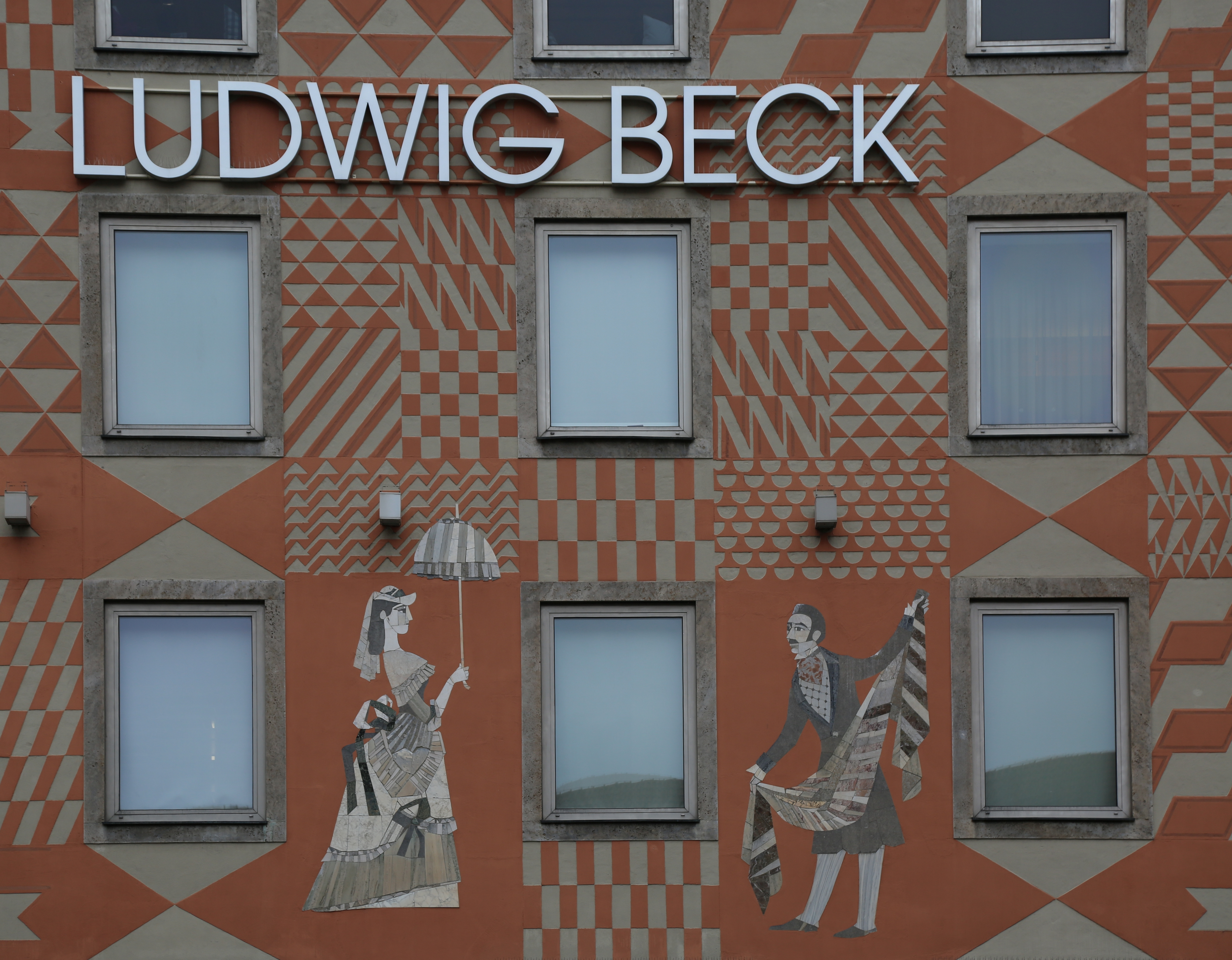
Gevelontwerp door Max Lacher (1905-1988)

Ludwig Beck am Rathauseck is een warenhuisbedrijf uit München, dat werd opgericht in 1861.
De onderneming is vooral bekend van het stamhuis, dat gelegen is naats het raadhuis van München aan de  Marienplatz. Het is een onderneming met een lange historie en een belangrijke trekker voor toeristen. Het warenhuis aan de Marienplatz biedt zeven verdiepingen met luxe mode, textiel, cosmetica, accessoires, cadeauartikelen, wijn, papierwaren en boeken.
De meeste Ludwig Beck-vestigingen die in de loop der jaren hun deuren openden, waren uiterlijk eind jaren 2000 weer gesloten. In 2012 exploiteerde het bedrijf naast het stamhuis  aan de Marienplatz, de nabijgelegen fourniturenwinkel Geknöpft und Zugenäht en sinds 2003 een cosmeticawinkel onder de naam HAUTNAH in winkelcentrum Fünf Höfe.

## Geschiedenis
De geschiedenis van Ludwig Beck AG begon in 1861 met een knopen- en passementenwerkplaats van Ludwig Beck († 1885), die hij aanvankelijk met vier gezellen in de oude binnenstad van München runde. In 1874 kocht Beck nog twee gebouwen op de Marienplatz, die vandaag de dag nog steeds deel uitmaken van het bedrijf. Ludwig Beck werd in 1876 hofleverancier van het hof van koning Ludwig II van Beieren. Het bedrijf breidde het assortiment uit met modeartikelen en groeide uit tot een bedrijf met 138 medewerkers in 1938.
In datzelfde jaar werd het bedrijf Ludwig Beck geërfd door de textielhandelaar Gustl Feldmeier († 1970), die zijn eigen textielhuis runde, en sindsdien opereert als Ludwig Beck am Rathauseck. Het toenmalige bedrijfsgebouw werd in de Tweede Wereldoorlog volledig verwoest.
In 1948 fuseerde het bedrijf Ludwig Beck am Rathauseck en textielhuis Feldmeier. In 1954 verwierf Feldmeier het huidige stamhuis aan de Marienplatz in München. De gevel was een ontwerp van Max Lacher. De geometrische vormen zijn gebaseerd op elementen uit de Renaissance, de figuren stellen een koopman voor die een baal stof aanbiedt aan een elegante klant. In de tijd van economische opbloei had Ludwig Beck al meer dan 400 mensen in dienst en realiseerde een omzet van meer dan 12 miljoen Duitse Mark.
Van 1968 tot 1989 had Ludwig Beck een vestiging aan de Fürstenrieder Straße 21 in de wijk Laim in München. In 1972 werd een vestiging geopend in het Olympia-Einkaufszentrum. In de jaren tachtig zette het bedrijf zijn expansie voort, door in de toen nieuw gebouwde Trump Tower in New York een filiaal te openen voor één miljoen Duitse Mark. In 1985 werd het filiaal weer gesloten vanwege de zwakke verkoopresultaten.
Vanaf het einde van de jaren tachtig werden in totaal twaalf vestigingen met de naam Ludwig Beck Classics geopend in Berlijn, Stuttgart, Münster, Neurenberg, Bielefeld, Hamburg, Keulen, Frankfurt am Main en Wiesbaden. Eind 1999 waren al deze filialen alweer gesloten.
Ludwig Beck werd 1992 omgevormd tot een Aktiengesellschaft (Naamloze Vennootschap) en ging in 1998 naar de beurs .
Ludwig Beck wordt sinds 2001 getroffen door de recessie in de Duitse detailhandel. Door het sluiten van onrendabele vestigingen en zich te herpositioneren in een hoger marktsegment kon het bedrijf het tij keren.  Ludwig Beck Vertriebs GmbH bestaat sinds 2002 en is franchisenemer  van andere merken, zoals Tommy Hilfiger (drie vestigingen, die in 2005 weer werden verkocht), s.Oliver, Gerry Weber, Vero Moda en Esprit, in München en andere steden. In 2003 werd een verlies geleden van ruim een miljoen euro. In 2005 werden de magazijnverkopen in Kuchen en Hechingen gesloten. Het bedrijf heeft een logistiek centrum in Haar (nabij München).
Nadat de textielondernemers Hans Rudolf Wöhrl met zijn onderneming Intro Verwaltungsgesellschaft en zijn broer Gerhard Wöhrl met zijn onderneming ''Rudolf Wöhrl AG'' in het voorjaar van 2006 een belang van 25,16% in Ludwig Beck hadden genomen, vergrootte zij hun belang in de daarop volgende jaren. Intro verhoogde haar belang tot ongeveer 65,5% in juni 2009 door de aankoop van een aandelenpakket in ''Aton GmbH'', dat op dat moment 27,6% van de aandelen Ludwig Beck bezat. Het verplichte aanbod op de uitstaande aandelen door Intro werd door Rudolf Wöhrl AG gebruikt om het aandelenpakket dat toen zo'n 20% bedroeg te verkopen.
Vanaf het midden van de jaren 2000 werd het stamhuis meerdere keren verbouwd en gemoderniseerd. De Ludwig Beck-vestigingen in Landshut en in de Riem Arcaden (geopend in 2004) en de in 2002 geopende outletwinkel in Parsdorf bij Vaterstetten werden in 2010 gesloten. De vestiging in Augsburg, geopend in 2001, werd begin 2011 gesloten.
Het merkenportfolio van de beautyafdeling van het bedrijf is sinds eind 2012 ook beschikbaar via een webshop. Sinds medio 2020 is het assortiment in de webshop uitgebreid met producten van vrijwel alle afdelingen van het warenhuis.
In mei 2015 nam Ludwig Beck de Duitse concurrent Wormland met 15 filialen over. In april 2019 werden alle aandelen in Theo Wormland GmbH & Co KG plus een aanvullende betaling door de verkoper van van 7,5 miljoen euro weer van de hand gedaan.